# Ho Iat Seng
Ho Iat Seng (chiń. upr. 贺一诚; chiń. trad. 賀一誠; pinyin Hè Yīchéng; ur. 12 lipca 1957 w Makau) – makański polityk. Od 20 grudnia 2019 do 20 grudnia 2024 roku szef administracji Makau.

## Życiorys
Studiował na Pooi To Middle School w Makau. W 1992 ukończył inżynierię elektroniczną i ekonomię na Uniwersytecie Zhejiang.
W latach 1978–1998 był członkiem Ludowej Politycznej Konferencji Konsultatywnej Chin. W 2000 został wybrany jako reprezentant Makau do Ogólnochińskiego Zgromadzenia Przedstawicieli Ludowych. Rok później wszedł do Stałego Komitetu. W latach 2004–2009, pełnił funkcję członka Rady Wykonawczej Makau. W 2009 został wybrany do Zgromadzenia Ustawodawczego Makau, a od 2013 do 2019 był jego przewodniczącym. 18 kwietnia 2019 ogłosił zamiar startu w wyborach na stanowisko szefa administracji Makau. 25 sierpnia 2019 został wybrany na to stanowisko, jego oficjalne zaprzysiężenie odbyło się natomiast 20 grudnia tego samego roku.